# Giorgi Beria
Giorgi Beria (Francia, 11 de noviembre de 1999) es un jugador profesional francés de rugby que se desempeña en la posición de pilar derecho en ASM Clermont Auvergne, equipo perteneciente a la liga Top 14.

## Carrera
Beria es un jugador de formación francesa (JIFF). Comenzó su carrera deportiva con el equipo Stade Aurillacois Cantal Auvergne, en el cual jugó seis temporadas (2010-2016), después pasó a ASM Clermont Auvergne, donde lleva jugando ocho temporadas.